# Buddhizmus Dániában
A buddhizmus Dániában a negyedik legnagyobb világvallás, a követők száma 30 000 fő.

## Története
A 19. században a távol-keleti felfedezők által érkeztek információk a buddhizmusról, azonban ez főleg a buddhológusokat és a filológusokat jelentette. 1921-ben Dr. Christian F. Melbye alapította az első dán buddhista társaságot, amely azonban 1950-ben  feloszlott. Az 1950-es években újabb lendületet kapott a buddhizmus, elsősorban a tibeti buddhizmus. Hannah és Ole Nydahl megalapította a karma kagyü buddhista központot a fővárosban, Koppenhágában. A buddhizmus fellendülésének harmadik hulláma az 1980-as években volt, amikor bevándorlók érkeztek különböző hagyományosan buddhista országból (Vietnám, Srí Lanka és Kína). Jelentősen megnőtt a dán férfiak által választott thai feleségek száma is.

## Demográfia
A buddhisták számát Dániában pontosan meghatározni igen nehéz, ugyanis törvényellenes az emberek hitét összeírni. Mindemellett, Jørn Borup (a vallástudományok tudósa, Aarhus Egyetem) szerint, mintegy 30 000 fő lehet Dániában a buddhisták száma, amelynek kb. 80%-a lehet ázsiai bevándorló (9000 vietnámi, 10 000 thai). Annak ellenére, hogy a buddhizmus kisebbségi vallásnak számít, a dalai láma a dánok legnépszerűbb vallási vezetője.

## Iskolák
Dániában 43 buddhista csoport létezik, amelyből 15 rendelkezik hivatalos státusszal. Azon csoportok létszáma ugyan alacsony, amelyekben a tagok átkeresztelkedtek, elsősorban a tibeti és a zen buddhizmusra, a kevesebb csoporthoz tartozó immigráns hívők száma jelentősen magasabb.

### Théravada
Dániában a théraváda buddhizmust főleg a thai és Srí Lankai bevándorlók gyakorolják, akiknek 90–95%-a buddhista. A thai buddhista templomok közé tartozik a koppenhágai Watpa, a Wat Thai Denmark Brahmavihara buddhista kolostor és a Wat Phra Dhammakaya Denmark. A ceyloni tamilok közül 1000 fő buddhista. Ezek a bevándorlók szinte teljesen észrevétlenek Dániában, részben azért mert a buddhizmus nem evangélikus vallás, részben azért mert csak ritkán vesznek részt társadalmi vitákban, részben a munkanélküliség és a bűncselekmények alacsony száma miatt a média számára nem számítanak érdekes témának. Legfőképpen a vietnámiak szereztek maguknak pozitív kritikát, amely főleg a pozitív kulturális integrálódásuk miatt érdemeltek ki.

### Vadzsrajána
Dániában az első tibeti buddhista csoportot Hannah és Ole Nydahl hozta létre. A karma kagyü vonal a tibeti buddhizmus egyik fő vonala. Az első központot Koppenhágában nyitották 1972-ben, majd átköltöztették 1975-ben a jelenlegi helyszínére. A Gyémánt út buddhizmus névre hallgató szervezetnek mára közel 600 központja létezik világszerte. Jóllehet a tagok létszáma az elmúlt tíz évben nem gyarapodott, a mai napig a legnépesebb vadzsrajána iskolának számít Dániában a maga 500 tagjával.

### Zen
Dániában az egyik legkisebb taglétszámú buddhista csoport a zen buddhizmushoz tartozó öt iskola (szótó és rinzai), amelyeknek összesen mintegy száz tagja van.

### Nemzetközi Szóka Gakkai
A Nemzetközi Szóka Gakkai szervezetet 1983-ban alapították Dániában. Az 54 helyi csoporthoz összesen mintegy 800 tag tartozik.

### Egységesítésre tett kísérletek
1991-ben a tibeti származású Lakha láma létrehozott egy minden dán buddhista szervezetet képviselő szervezetet, amely a „Buddhista fórum” nevet kapta. A fórum 1993 óta tagja az Európai Buddhista Uniónak, pedig csak kétszáz fizető tagja van. A láma egy másik projektje, a Phendeling, később átvette az előbbi szerepét, amelyhez ma már nem csak vadzsrajána irányzatok tartoznak. A szervezethez két csoportot nem hívtak meg – a gyémánt út csoportot és a Szóka Gakkait. Az 1990-es évek elején szakadás történt az Ole Nydahl és a csoport további tagjai között a 17. karmapa személyének bizonytalansága körül kirobbant nézeteltérések kapcsán. Ole Nydahl a Trinli Táje Dordzsét, míg a többi csoport, a 14. dalai lámával egyetemben, Urgyen Trinli Dordzsét támogatta.

## A 14. dalai láma látogatásai
A száműzetésben élő tibeti vezető, a 14. dalai láma több alkalommal járt Dániában. Legelőször 1973-ban, amikor segített átadni az első karma kagyü központot, amelyet a Nydahl házaspár alapított. Legközelebb 1996-ban járt az országban hivatalos látogatáson, ám a dán miniszterelnök, Poul Nyrup Rasmussen, nem tudta fogadni sűrű elfoglaltságaira hivatkozva, amelyet ugyanerre hivatkozva megismételt a láma 2000-es látogatásakor is. Ekkor azonban tudott találkozni a tibeti vezetővel a reptéren, kevéssel a dalai láma elutazása előtt.
2003-ban a dalai lámát hivatalosan is üdvözölte az új miniszterelnök, Anders Fogh Rasmussen, és a teljes kormány, a Kínai kormány kemény bírálata ellenére.

## Neves dán buddhisták
- Hannah Nydahl
- Ole Nydahl